# 插班生 (上海高校招生制度)
插班生考试，全称为普通高校招收插班生试点工作，是一种中国高校招生制度，但不在高考招生序列内。该政策由上海市教委推出，经中华人民共和国教育部批准，在上海施行，是一种在大一学年末为上海高校本科学生重新选择院校和专业的考试制度，目的在于使优秀院校能招收高考发挥欠佳或有应试教育制度外的专长的学生。
大一转学制度并非完全只在上海执行，浙江另有类似的制度，称为“立交桥”计划，在以“浙大”冠名的多所独立学院内实行，但其限制远远超过上海。但自2020年起，浙大立交桥项目已取消。